# Rhynchosia oblatifoliolata
Rhynchosia oblatifoliolata är en ärtväxtart som beskrevs av Bernard Verdcourt. Rhynchosia oblatifoliolata ingår i släktet Rhynchosia och familjen ärtväxter. Inga underarter finns listade i Catalogue of Life.